# Гончаров, Олег Юрьевич
Оле́г Ю́рьевич Гончаро́в (1 ноября 1961, Челябинск) — советский и российский музыкант, звукорежиссёр группы «Аквариум» с 1988 года.

## Биография
В 1980 году — начало карьеры (Ленинградская дирекция музыкальных ансамблей).
В 1988 году начал сотрудничать с группой «Аквариум» в качестве студийного и концертного звукорежиссёра.
В 1990 году выпустил собственный диск «Сказки северного индейца Онно».
В 1992 годы — начало сотрудничества с группами «Чиж и Ко», «Колибри», «Препинаки» в качестве концертного звукорежиссёра.
В 1994 году создал собственную группу «Онно».
В 2005 году открыл собственную звукозаписывающую студию «Силы природы»

## Дискография
- 1990 — Сказки северного индейца Онно
- 1995 — Любимая игрушка
- 1997 — В гости к нам
- 1998 — Самый лучший день
- 2000 — Зернышко
- 2005 — Цок, цок, еду Я!
- 2010 — Снежный ангел
- 2012 — Ламзурь

## Творчество

### 1980—1988
Олег Гончаров начал свою музыкальную карьеру в 1980 г. в Ленинградской дирекции музыкальных ансамблей, играл в народном коллективе (гостиница « Прибалтийская» ресторан «Нева») вместе с Сергеем Щураковым. В 1988 г. Сергей привёл его в ДК «Связи» где базировалась группа «Аквариум», и это стало для Олега началом нового жизненного и творческого этапа.

### 1988—2005
В 1989 году группу покидает басист Александр Титов. Выбор нового басиста стоял между Сергеем Березовым и Олегом Гончаровым. В стиле группы «Аквариум», басист был выбран гаданием на кофейной гуще, и выбор пал на Березового.
Гончаров продолжает ходить на базу в ДК «Связи», где его внимание привлёк необычный плёночный магнитофон — TASCAM (на 8 каналов), подаренный «Аквариуму» в канадском зале «Forum». В это время Борис Гребенщиков путешествовал в «Штатах», а Дюша и Фанштейн записывали песни к альбому «Матросская Тишина». Дюша предложил Гончарову влиться в созданную им группу «Трилистник» в качестве звукорежиссёра. В «Трилистнике» уже играл их общий друг Щураков. Они репетировали и записывали партии на плёнку, потом переписывали и т. д. По словам самого Гончарова, в то время он имел весьма посредственные знания о звуке и его записи. Так началась его карьера звукорежиссёра. Одновременно с этим Гончаров вёл вокально-инструментальный ансамбль в училище Военных Сообщений (ВОСО им Фрунзе), а в свободное время подрабатывал в ресторане гостиницы «Ленинград» в группе Кирилла Городницкого.
Первый собственный диск Олег записал под влиянием общения со своими дочерьми, для которых сначала ради забавы, а потом всерьез стал сочинять детские песенки на стихи разных авторов. Со временем песенок набралось определённое количество, и появилась возможность выпустить виниловую пластинку. Альбом был назван «Сказки северного индейца Онно». С первого альбома и далее Гончаров активно использует различные шумовые заставки для создания второго плана песни. Армен Григорян (группа «Крематорий») посодействовал в издании диска на фирме «APEX», сам обо всём договорился и профинансировал, поскольку Олег сомневался в своих силах и нужности этого альбома кому-то, кроме его семьи.
В 1992-94 гг. Олег Гончаров ездил концертным звукорежиссёром с группами «Чиж & Компания», «Препинаки», «Колибри». Участвовал в записи альбома «Митьковская Тишина» в качестве музыкального продюсера. Запись музыки происходила на студии «Дворца Пионеров», со звукорежиссёром Леонидом Рыбкиным. Леонид познакомил Олега с педагогами из «ТЮТа» (Театр юного творчества). Шла подготовка к новогодним спектаклям в БКЗ «Октябрьский» . Гончарову предложили придумать и записать часть музыкальных фрагментов для театра. Он согласился, и спектакли «Сказка о Кощее» состоялись в дни зимних каникул. Накопился музыкальный материал, появился спонсор — известный производитель шоколада, фирма Cadbury’s.
Из группы музыкантов-народников, участников записи «Митьков» и «Сказка о Кощее» Олег Гончаров создал группу «Онно», которая выступала с детскими концертами. Из материала этого периода на Solid records был выпущен диск «Любимая игрушка», в который вошли 10 песен на слова Олега Григорьева.
1997—2005 гг. — время активной работы с «Аквариумом» в качестве студийного и концертного звукорежиссёра, гастроли в качестве звукорежиссёра с группой «Чиж». В этот период Олег Гончаров успевает записать ещё четыре собственных диска с детскими песнями, на разных студиях.

### 2005—2012
В 2005 году Олег Гончаров оборудует собственную студию «Силы природы» у себя на даче. Здесь он при участии своих детей и жены записывает два новых альбома
В октябре 2009 года пожар уничтожает студию со всеми инструментами, умирает жена Гончарова, Ольга. Однако уже через несколько месяцев Олег покупает новые инструменты и постепенно возрождает студию «Силы природы» в домашних условиях. В 2012 году он выпускает свой новый альбом детских песен — «Ламзурь».